# Chloroclystis scotosema
Chloroclystis scotosema là một loài bướm đêm trong họ Geometridae.